# دنیل یوله
دنیل یوله (انگلیسی: Daniel Yule؛ زادهٔ ۱۸ فوریهٔ ۱۹۹۳) اسکی‌باز آلپاین اهل سوئیس است.